# Dépôt des marbres
 (juillet 2009).
Si vous disposez d'ouvrages ou d'articles de référence ou si vous connaissez des sites web de qualité traitant du thème abordé ici, merci de compléter l'article en donnant les références utiles à sa vérifiabilité et en les liant à la section « Notes et références ».

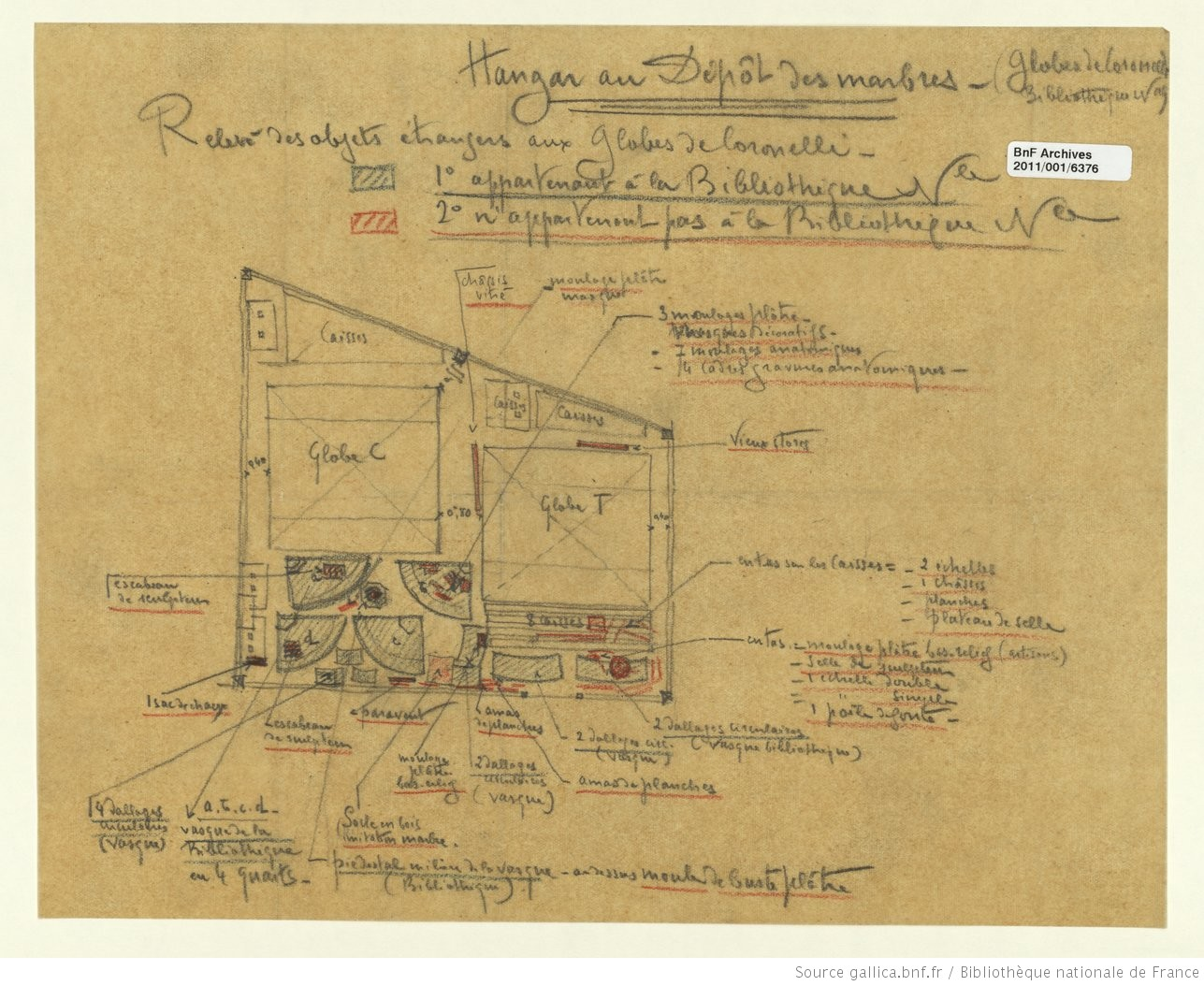
Plan du hangar du dépôt des marbres à Paris en 1901.

Le dépôt des marbres du ministère des Travaux publics est un ancien hangar de stockage qui se trouvait sur l'île des Cygnes à Paris. Il a été fondé par Colbert.
Son emplacement correspond à celui de l'actuel musée du quai Branly.

## Historique

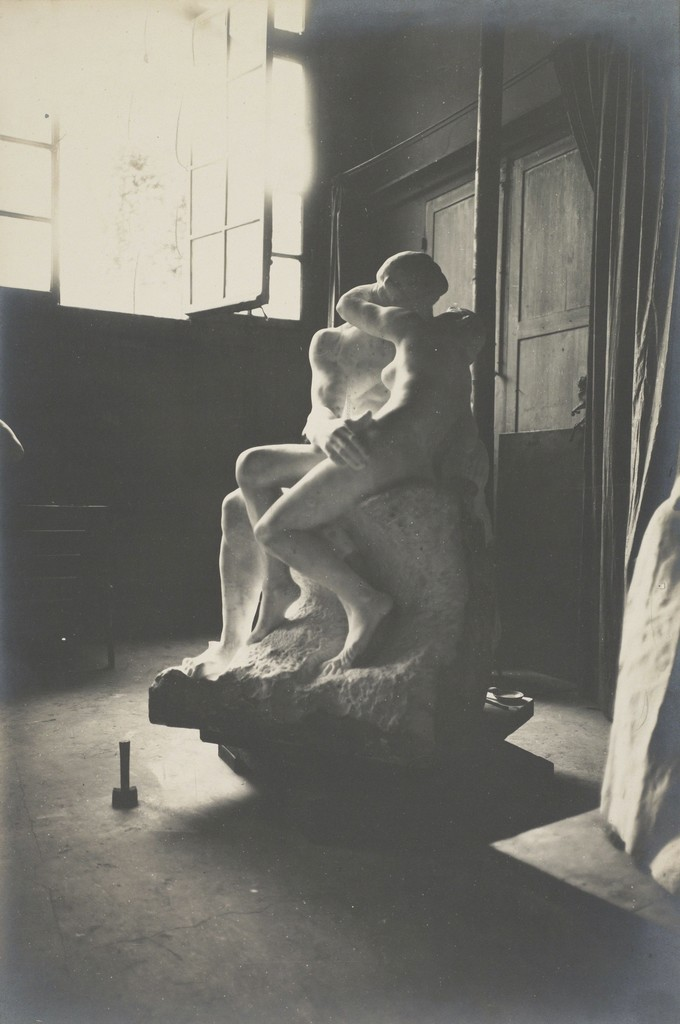
Eugène Druet, Le Baiser par Rodin, en marbre, dans l’atelier du dépôt des marbres du sculpteur Jean Turcan, c. 1898.

Un dépôt existait déjà avant 1765 rue d'Antin, transféré ensuite quai de Chaillot. En l'an III il est désigné comme Magasin des marbres avant de devenir, en 1806 le Dépôt national des marbres.
Il est déménagé en 1824 sur l'île des Cygnes ou « île Maquerelle », rattachée depuis le XVIIIe siècle à la rive gauche et désigné comme quartier du Gros-Caillou.
Dans la première moitié du XIXe siècle, on y faisait venir du marbre de Carrare. Il assure alors l'achat des marbres et porphyres pour les commandes officielles.
En 1831, Edme Gaulle en est nommé inspecteur conservateur. Le 6 juin 1838, Henri Labrouste en est nommé architecte. Émile Marras, en a été conservateur.
En 1880, Auguste Rodin établit un atelier au 182 rue de l'Université.
En 1901, on exproprie le dépôt où étaient « relégués les statues des souverains qui ont cessé de plaire » et les statues qui ne sont plus exposées.